# Joe Comeau
Joe Comeau és un cantant i guitarrista nord-americà. Comeau va ser el cantant del grup de speed/power metal Liege Lord. Des de l'any 1995 i fins a l'any 1999 va ser el guitarrista del grup de thrash metal Overkill.
L'any 2000 es va convertir en el nou cantant del grup canadenc Annihilator substituint a Randy Rampage. Amb Annihilator va gravar els àlbums Carnival Diablos, Waking the Fury i el disc en directe Double Live Annihilation. Al juny de l'any 2003, Comeau va abandonar Annihilator. Els motius reals de la sortida del grup no s'han aclarit del tot però Comeau va escriure un comunicat on explicava que va ser decisió del guitarrista i fundador del grup Jeff Waters la seva sortida d'Annihilator. El jove canadenc Dave Padden va ser el substitut de Comeau com a cantant d'Annihilator.